# Diana (New York)
Diana è un comune degli Stati Uniti d'America, situato nello Stato di New York, nella contea di Lewis.